# Бердов мост
Бердов мост — пешеходный металлический балочный мост через реку Пряжку в Адмиралтейском районе Санкт-Петербурга, соединяет Матисов и Коломенский острова.

## Расположение
Расположен в створе Мясной улицы и ведет к судостроительному заводу Адмиралтейские верфи. Ближайшие станции метрополитена — «Нарвская», «Балтийская». Выше по течению находится Банный мост, ниже — Подзорный мост.

## Название
С 1820 года мост назывался Чугунным или Кузнечным, по кузнечным цехам располагавшегося рядом чугуноплавильного завода Чарльза Берда. Существующее название появилось в 1849 году и дано по фамилии владельца завода и особняка Чарльза Берда.

## История
В конце XVIII века напротив проходной завода Чарльза Берда был построен деревянный трёхпролётный мост подкосно-балочной системы. В 1830 году мост перестроен в проезжий. В 1900 году мост перестроен с сохранением прежней конструкции. Длина моста составляла 40,5 м, ширина — 10,7 м.
В 1941—1942 годах мост был частично разрушен артиллерийскими снарядами. Капитальный ремонт был проведён силами отдельного Ленинградского дорожно-мостового восстановительного батальона МПВО. 
Существующий пешеходный мост построен в 1951—1952 годах по проекту инженера института «Ленгипроинжпроект» Е. А. Болтуновой. Работы выполнила 1-я строительная контора треста «Ленмостострой» под руководством инженера О. С. Чарноцкого. В 1994 году произведён капитальный ремонт моста с заменой деревянных опор на металлические стоечные и деревянной проезжей части на ортотропную плиту. Работы производило РСУ—5 МП «Мостотрест» под руководством главного инженера Н. И. Тарасенко и прораба А. Гузова. В январе 2014 года заменены перильные ограждения.

## Конструкция
Мост трёхпролётный металлический, балочно-неразрезной системы. Пролётное строение состоит из неразрезных двутавровых стальных балок, которые объединены поверху ортотропной плитой. Устои моста легкие на металлических сваях из железобетонных плит ПДП. Промежуточные опоры на металлических трубчатых сваях, заполненных бетоном. Полная длина моста составляет 32,8 м, ширина — 2,5 м.
Мост пешеходный. Покрытие на мосту — асфальтобетон. Перильное ограждение металлическое простого рисунка бестумбовое.

## Мост в литературе
К. М. Станюкович поселяет у Бердова моста героя романа «История одной жизни» А. И. Опольева:

Теперь я не в «лавре» живу, а у Бердова моста, дом сто четыре, во втором дворе, у прачки… Не забудешь?